# Velký mor v letech 1708–1714
Velký mor v letech 1708–1714 byla morová epidemie rozšířená během Severní války do severní, východní a střední Evropy, s hlavním ohniskem v oblasti pobřeží Baltského moře, která vrcholila v letech 1708 až 1712, a zuřila až do roku 1714 . Mor se vyskytl v Transylvánii, Polsko-litevské unii, Pruském království, Kuronsku, švédském Livontsku, švédském Estonsku, Pskově a Novgorodu v carském Rusku, Finsku, Švédsku, Východním Pomořansku a Švédském Pomořansku, Dánsku, Šlesvicku a Holštýnsku, Hamburku a Brémách, Uhersku, Čechách a Moravě, Rakousku a Horní Falci. Během sedmi let vrcholu epidemie let přišlo o život více než milion Evropanů.

## Rozšíření
Epidemie byla pravděpodobně součástí rozsáhlé morové pandemie, která se rozšířila ze Střední Asie do Cařihradu a na pobřeží Středozemního moře a byla výrazně umocněna konfliktem Severní války mezi Švédskem a Ruskem v letech 1700 až 1721. Mor byl poprvé diagnostikován v Pińczówě na jihu Polska v roce 1702 ve vojenské nemocnici švédské armády, následně se rozšířil po obchodních cestách a po postupových cestách armád Švédska, Saska a Ruska, až došlo k rozšíření nemoci do všech oblastí prostoru Baltského moře. Průběh války a šíření moru se navzájem ovlivňovaly. Vojáci a váleční uprchlíci, často nevědomí si své infekčnosti, nakazili lidi na svých pochodových trasách. Úmrtnost v armádě, stejně jako vylidňování měst a venkovských oblastí v bojových zónách, měly významný dopad na bojové operace a někdy vedly k přerušení průběhu války. Mor se v roce 1711 z Pobaltí dostal do Pruska, v létě zde epidemie kulminovala a následně se přes Prahu a Vídeň v Habsburské monarchii začala šířit také do střední Evropy.

## Průběh
Ohniska moru se zde vyskytovala již dříve, zejména ve 14. století, rozsah moru v prvním desetiletí 18. století byl však výrazně vyšší než předchozí ohniska. Nejhůře postiženy byly zejména části Pruska a Estonska. Úmrtnost v mnoha oblastech dosahovala 66 až 75 procent populace, mnoho farem a vesnic bylo zcela vylidněno. S morem přišlo hladovění a další nemoci, které ještě více přispěly k razantí úmrtnosti. Mezi diagnostikované příznaky obětí patřily morové bubliny, mnoho mrtvých však nebylo adekvátně diagnostikováno a ačkoliv zahynulo na jiná onemocnění, byli obecně zaznamenáni jako oběti moru.
V některých městech se mor vyskytl za pouhý rok, v jiných regionech se opakoval ročně. Zvýšená úmrtnost se vyskytla zejména u dětí a žen, což však může být ovlivněno i následky hladu a odvodem mužů do armády. Příčina moru byla tehdejším lidem neznámá. Špatný vzduch, označovaný jako miasma, nebo trest Boží, platil za obvyklé vysvětlení. Kromě zadržování a oddělování zdravých od nemocných existovaly různé způsoby boje s morem, jako např. bojkot zboží, restrikce cestování lidí nebo hygientická opatření. Postižená města jako Königsberg nebo Stralsund byla obklopena a izolována karanrénními zónami, s falešnými zdravotními pasy se však následně rozbujel čilý černý trh. Pruské království bylo také karanténně zapečetěno, což však nezabránilo tvrdému úderu epidemie a úmrtí velké části populace. Další zóna byla zřízena mezi Skåne a dánskými ostrovy podél Soundu se Saltholmem jako centrální karanténní stanicí. Stavěly se morové domy. Kvůli riziku moru byla v Berlíně vytvořena univerzitní nemocnice Charité, ale mor v braniborské marce zasáhl pouze okrajové oblasti Uckermark a Neumark.
Ke slábnutí epidemie začalo docházet přibližně po roce 1715.
Mor v období Severní války byl poslední pandemií v oblasti Baltského moře a rovněž poslední velkou epidemií moru v Evropě.